# نعمان بن عثمان
نعمان بن عثمان (بالإنجليزية: Noman Benotman) (مواليد 13 مايو 1967 -) في طرابلس منطقة سوق الجمعة باحث ليبي في الحركات الإسلامية المسلحة مقيم ببريطانيا. 

## سيرة
كان من ضمن الشباب الليبين الذين ساهموا في القتال بأفغانستان إلى جانب «جلال الدين حقاني»، وبرز كقيادي في مجلس شورى «الجماعة الليبية المقاتلة»، حيث كانت تتخذ من الحدود الأفغانية الباكستانية مقرًا لها، والتي كان لها مجموعات تقوم بتنفيذ عمليات داخل ليبيا في تسعينيات القرن الماضي، قبل أن يتم القضاء عليها من قبل الأجهزة الأمنية والعسكرية للدولة.
ومن أفغانستان انتقل بن عثمان إلى السودان ومنها إلى بريطانيا سنة 1995. ساهم في إجراء «المراجعات» التي قامت بها «الجماعة الليبية المقاتلة» والتي أدت إلى إنهائها للعمل المسلح وتقديمها الاعتذار للدولة الليبية.